# 保靖县人民政府
28°42′22″N 109°39′59″E / 28.706214°N 109.666482°E
保靖县人民政府（简称保靖县政府）是中华人民共和国湖南省湘西土家族苗族自治州保靖县的行政管理机关。现任县长是郭应湘，2024年上任。

## 沿革

### 反腐败工作
2022年11月21日，姚常雨涉嫌严重违纪违法，接受西藏自治区纪委监委纪律审查和监察调查，之后被开除党籍、开除公职（双开），其涉嫌犯罪问题被移送检察机关依法审查起诉。

## 历任县长
| 姓名   | 就任日期   | 卸任日期  | 备注  |
| ------ | ---------- | --------- | ----- |
| 龙靖波 | 2002年10月 | 2006年4月 |       |
| 罗亚阳 | 2006年6月  | 2010年6月 | [ 2 ] |
| 姚常雨 | 2009年7月  | 2013年6月 | [ 3 ] |
| 杨志慧 | 2013年9月  | 2021年6月 | [ 4 ] |
| 周建武 | 2021年6月  | 2024年6月 | [ 5 ] |
| 郭应湘 | 2024年7月  |           | [ 6 ] |